# (19126) Ottohahn
(19126) Ottohahn ist ein Asteroid des Hauptgürtels, der am 22. August 1987 vom deutschen Astronomen Freimut Börngen an der Thüringer Landessternwarte Tautenburg (IAU-Code 033) entdeckt wurde.
Der Asteroid wurde am 9. März 2010 nach dem deutschen Chemiker und Entdecker der Kernisomerie Otto Hahn (1879–1968) benannt, der 1944 „für seine Entdeckung der Spaltung schwerer Atomkerne“ mit dem Nobelpreis für Chemie ausgezeichnet wurde.